# Sebastián Battaglia
Sebastián Alejandro Battaglia (Santa Fe, 1980. november 8. –) argentin válogatott labdarúgó.

## Statisztika
| Válogatott | Szezon   | Mérkőzés | Gól |
| ---------- | -------- | -------- | --- |
| Argentína  | 2003     | 3        | 0   |
| Argentína  | 2004     | 0        | 0   |
| Argentína  | 2005     | 3        | 0   |
| Argentína  | 2006     | 0        | 0   |
| Argentína  | 2007     | 0        | 0   |
| Argentína  | 2008     | 2        | 0   |
| Argentína  | 2009     | 2        | 0   |
| Összesen   | Összesen | 10       | 0   |

## Sikerei, díjai
- Boca Juniors
  - Argentin bajnok: 1999 Cl, 2000 Ap, 2003 Ap, 2005 Ap, 2006 Cl, 2008 Ap, 2011 Ap
  - Copa Libertadores: 2000, 2001, 2003, 2007
  - Interkontinentális kupa: 2000, 2003
  - Copa Sudamericana: 2004
  - Recopa Sudamericana: 2005, 2006, 2008
  - Copa Argentina: 2012

- Villarreal
  - Intertotó-kupa: 2004

## Külső hivatkozások
- (spanyolul) Argentine Primera statisztika
- Sebastián Battaglia a Football-Lineups.com-on